# Drayton, Cherwell
Drayton är en ort och civil parish i Storbritannien.   Den ligger i grevskapet Oxfordshire och riksdelen England, i den södra delen av landet, 110 km nordväst om huvudstaden London. Drayton ligger 139 meter över havet och antalet invånare är 247.
Terrängen runt Drayton är platt. Runt Drayton är det ganska tätbefolkat, med 230 invånare per kvadratkilometer. Närmaste större samhälle är Banbury, 2,5 km öster om Drayton. Trakten runt Drayton består till största delen av jordbruksmark.